# کلاسیک مک اواس

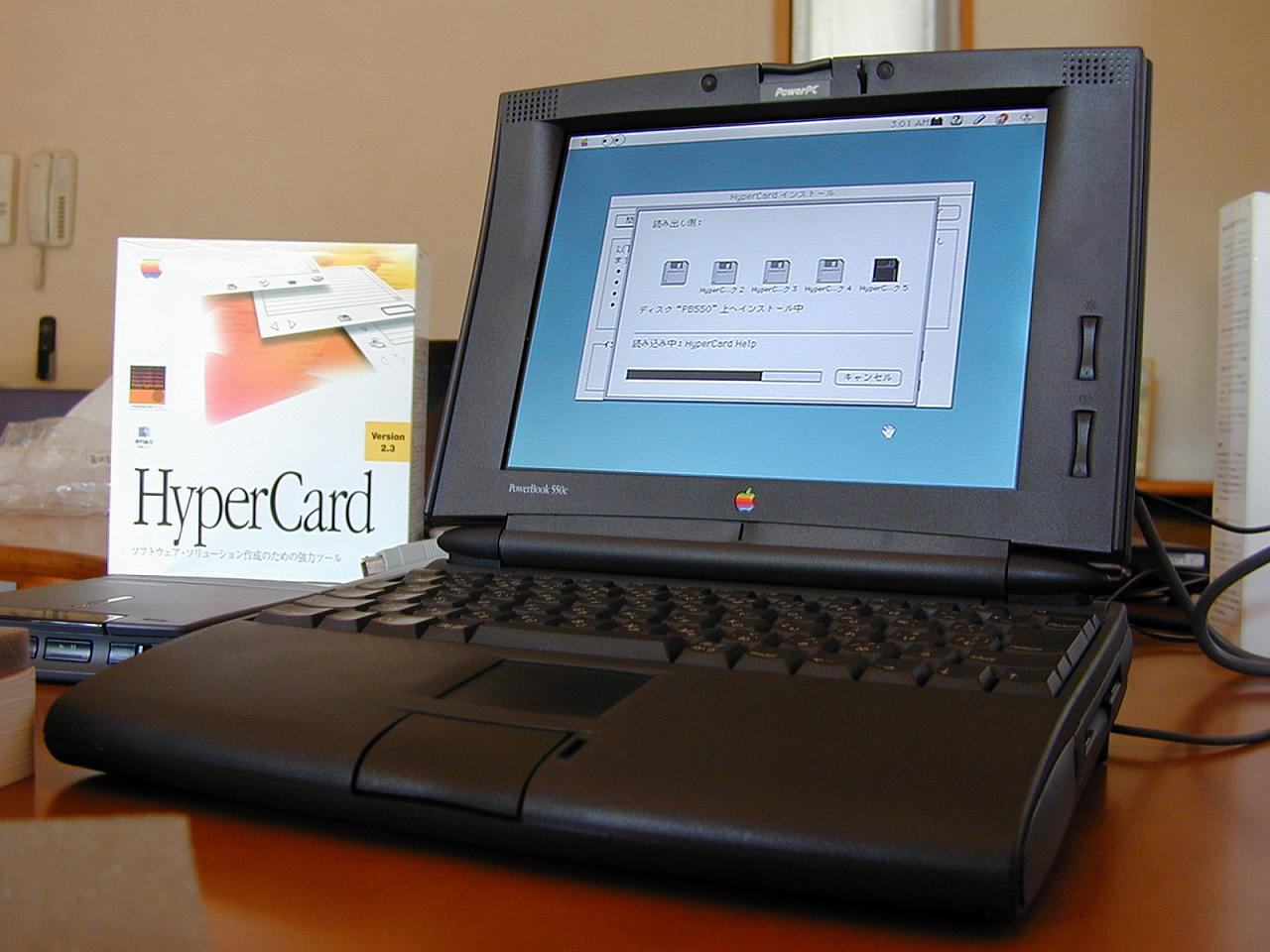
پاور بوک مدل 550c

کلاسیک مک اواس مجموعه‌ای از سیستم عامل‌های توسعه‌یافته برای خانوادهٔ رایانه‌های شخصی مکینتاش توسط شرکت اپل از سال ۱۹۸۴ تا ۲۰۰۱ است که با سیستم ۱ شروع می‌شود و با سیستم عامل مک ۹ به پایان می‌رسد. سیستم عامل مکینتاش در زمان انتشار، با ارائهٔ رابط کاربری گرافیکی، محبوبیت بالایی پیدا کرد. این سیستم عامل در هر دستگاه مکینتاشی که در آن دوران فروخته می‌شد وجود داشت و به‌روزرسانی‌های زیادی برای آن ارائه شد.
اپل مکینتاش ابتدایی خود را در ۲۴ ژانویهٔ ۱۹۸۴ عرضه کرد. نخستین نسخه از نرم‌افزار سیستم ۱ (System 1) که نام رسمی نداشت، تا حدی بر پایهٔ سیستم عاملی بود که در گذشته اپل در سال ۱۹۸۳ برای رایانهٔ لیسا منتشر کرده بود. اپل در توافقی به زیراکس اجازه می‌داد که سهام اپل را با قیمتی مناسب خریداری کند. در مقابل، اپل نیز از مفاهیم مورد استفاده در رایانهٔ آلتوی زیراکس پارک استفاده می‌کرد. نام Macintosh System Software در سال ۱۹۸۷ با سیستم ۵ مورد استفاده قرار گرفت. اپل در سال ۱۹۹۶ این سیستم را به عنوان سیستم عامل مک تغییر نام داد. آخرین نسخهٔ اصلی این سیستم در سال ۱۹۹۹ سیستم عامل مک ۹ (Mac OS 9) نام‌گذاری شد.